# 妄想型精神分裂症
妄想型精神分裂症，又称偏执型精神分裂症，曾是精神分裂症的一个亚属。妄想型精神分裂症曾被认为是精神分裂症最常见的一种类型，但多数专家认为此分类已过时，而将“妄想”或“偏执”作为一般精神分裂症的症状之一。该病患者通常被相对稳定的妄想或执念所控制，并常伴有幻觉、幻听或感知失调。但此类病症对情感、意志和言语不产生影响或影响不明显，患者也不会或很少出现紧张性抑郁障碍的症状。

## 疾病症状
多数专家认为“妄想型精神分裂症”的分类方法已经过时，而将“妄想”或“偏执”作为一般精神分裂症的症状之一。2013年，美国精神医学学会将“妄想型精神分裂症”的称法除名，2019年世界卫生组织在《第11版国际疾病分类》中亦将其除名。
（妄想型）精神分裂症对情感、意志和言语不产生影响或影响不明显，也不会出现明显的紧张性抑郁障碍症状。其常见症状包括：
- 妄想或执念，譬如妄想被他人迫害或监视、妄想配偶不忠，等等。
- 幻觉
- 幻听
- 疾病感缺失（英语：Anosognosia），即患者不相信自己患病，并且拒绝接受治疗。

## 治疗方法
该病的治疗方法包括服用抗精神病药、心理咨询，严重者需住院治疗。

## 影响人群
精神分裂症患者中，男性一般于15-25岁间发病，女性一般于25-35岁间发病。儿童患者极少，但一旦患病则病情更加严重。
专家估计，每1万人中有85人在一生中会患上精神分裂症，每年全球范围内约有277万新增病例。

## 延伸阅读
- Patient UK - Schizophrenia （页面存档备份，存于）
- Paranoid Schizophrenia ICD-10 （页面存档备份，存于）
- www.paranoidschizophrenia.co.uk （页面存档备份，存于）